# Wadata (Niamey)

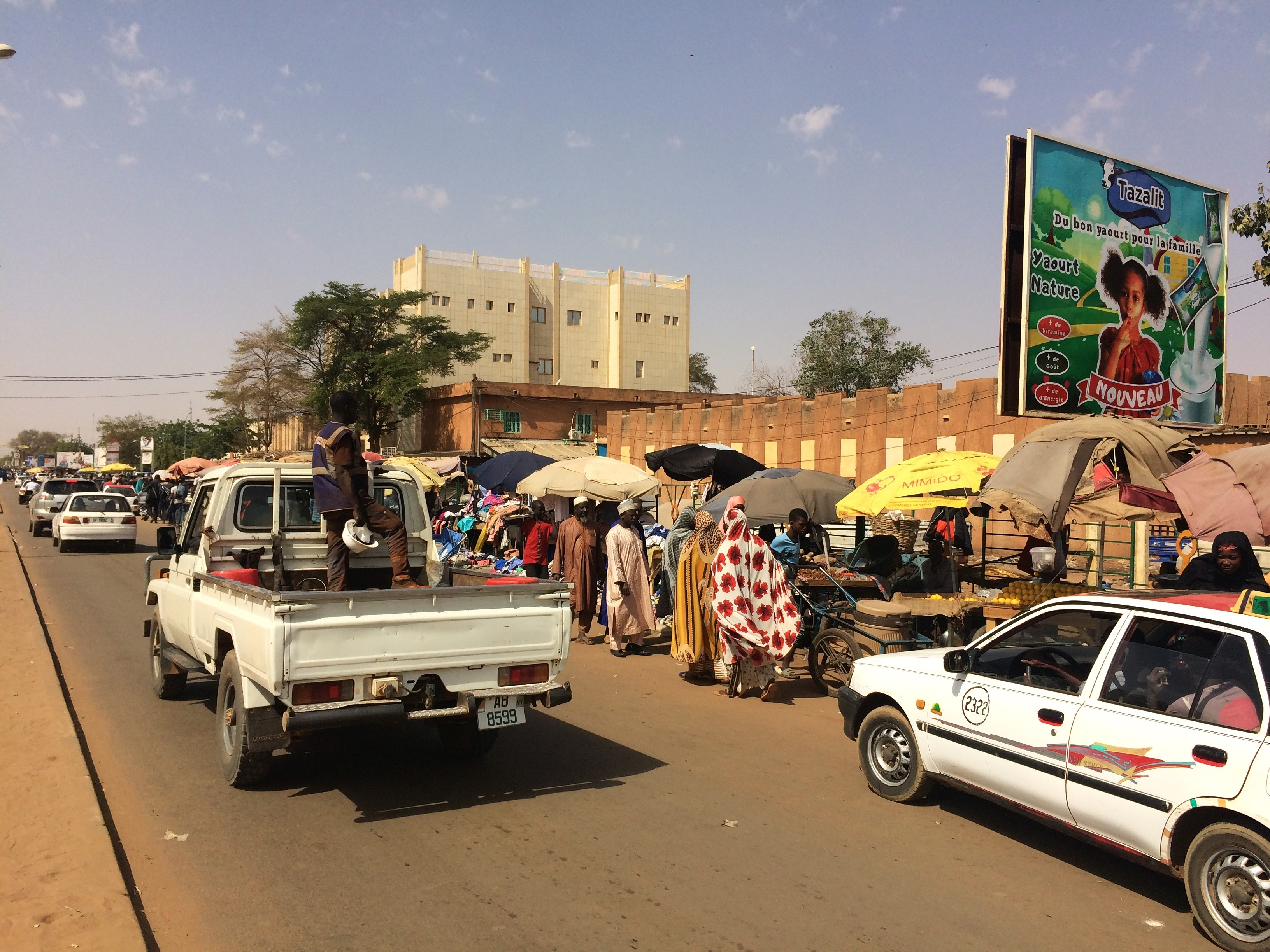
Straßenszene am Boulevard Mali Béro in Wadata (2019)

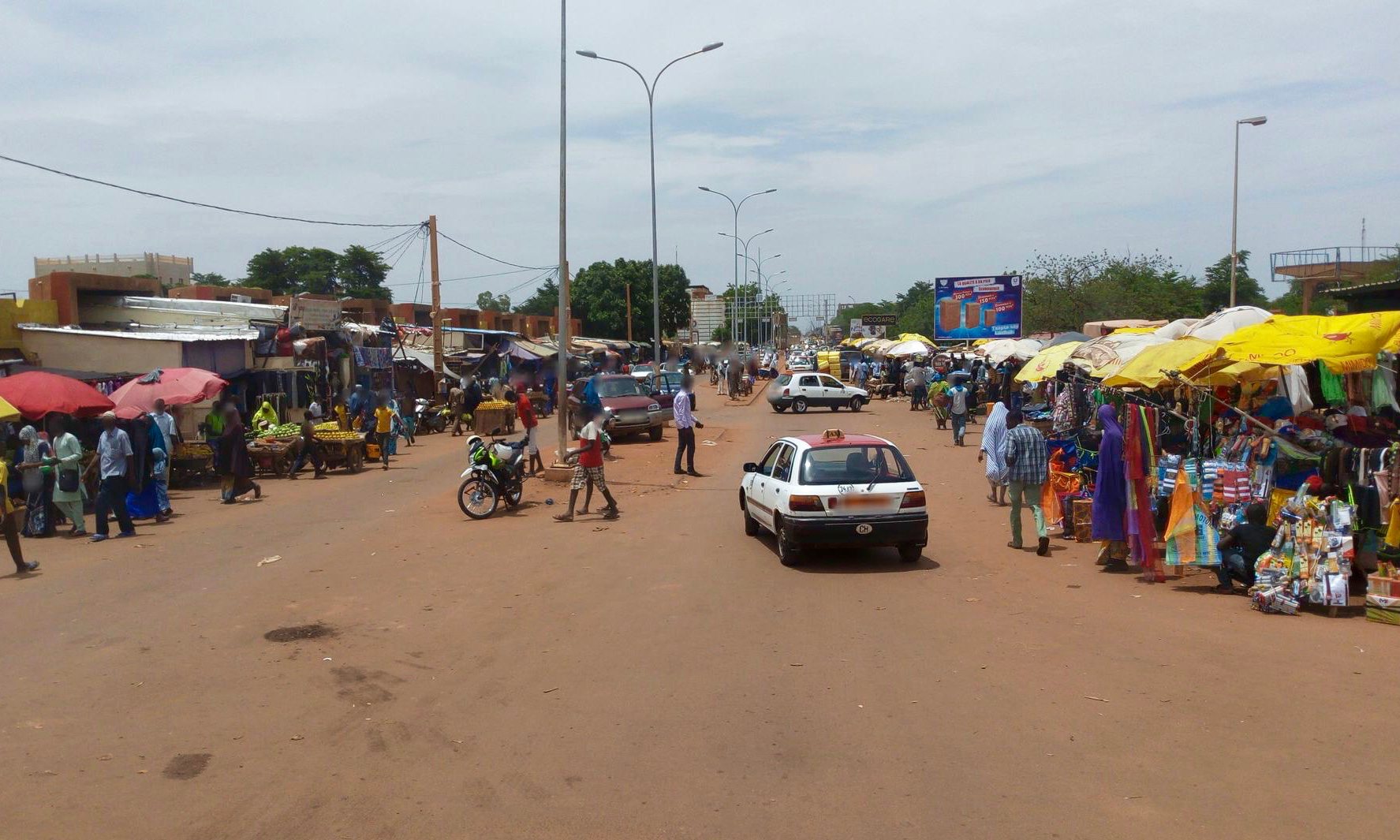
Avenue du Kourfeye zwischen dem Busbahnhof Écogare und dem Marché de Wadata (2018)

Wadata (auch: Wadatta) ist ein Stadtteil von Niamey in Niger.
Wadata liegt am Grüngürtel von Niamey im Süden des Stadtviertels Route Filingué, das zum Arrondissement Niamey IV gehört.
Der Stadtteil ist vor allem für den Marché de Wadata bekannt, einen 1,5 Hektar großen Markt, dessen Strahlkraft sich über das gesamte Stadtgebiet erstreckt. Der Markt entstand als Ausweichquartier für den Grand Marché, den „großen Markt“ im Stadtzentrum von Niamey, der in der Nacht vom 30. auf den 31. März 1982 einen Großbrand zum Opfer fiel. Das Provisorium wandelte sich nach der Wiedererrichtung des Grand Marché zu einer dauerhaften Einrichtung. Der Marché de Wadata wurde 1994 grundlegend umgestaltet. Nachdem ein Teil des Markts 2004 niederbrannte, wurde dies genutzt, um die Dichte der Marktstände zu reduzieren und bessere Zugangswege zu schaffen. Diese Maßnahmen hielten nicht lange. In der Regenzeit kann es am Marktgelände mangels eines Entwässerungssystems zu Überschwemmungen kommen.
Dem Marché de Wadata ist ein etwa gleich großes Zentrum für Kunsthandwerk angeschlossen, das Village Artisanal de Wadata. Das Zentrum dient der Ausbildung, der Herstellung und dem Verkauf. Es ist das größte einer Reihe von village artisanals, die im Rahmen der luxemburgisch-nigrischen Entwicklungszusammenarbeit entstanden. Das Zentrum ist Veranstaltungsort des Salon International de l’Artisanat pour la Femme, einer Messe für Kunsthandwerk von Frauen.
In Wadata befindet sich zudem der Busbahnhof Écogare, der ebenfalls von Händlern in Beschlag genommen wurde. Der Stadtteil ist ein Durchgangsort für Migranten und weist entsprechend viele Herbergen für jene auf. Mit einem Centre de Santé Intégré (CSI) ist ein staatliches Gesundheitszentrum vorhanden. Die Africa Muslims Agency betreibt mit dem Hôpital Ophtalmologique Makka eine Augenklinik in Wadata. Im Stadtteil gibt es mehrere öffentliche Grundschulen. Die älteste, die Ecole primaire de Wadata I, wurde 1986 gegründet.